# Dolicheremaeus renukae
Dolicheremaeus renukae är en kvalsterart som beskrevs av Pranabes Sanyal 1990. Dolicheremaeus renukae ingår i släktet Dolicheremaeus och familjen Tetracondylidae. Inga underarter finns listade i Catalogue of Life.